# 汉泽尔与格蕾太尔 (歌剧)
《汉泽尔与格蕾太尔》（德語：Hänsel und Gretel）是一部3幕后浪漫主义歌剧，是19世纪90年代初成曲，由恩格尔贝特·洪佩尔丁克作曲。脚本是Adelheid Wette改编自格林童话《儿童与家庭童话集》中同名故事《糖果屋》。作品标识为三幕童话剧（Märchenspiel in drei Bildern。《汉泽尔与格蕾太尔》创作于约1891年在德国法兰克福。歌剧1893年12月23日在魏玛首演，由理查德·施特劳斯指挥。歌剧长约2小时，是当今歌剧院的常演剧目之一，特别会被安排降临节上演。 

## 人物
- 彼得，捆扫帚匠 (男中音)
- 格尔图德，其妻 (女中音)
- 汉泽尔，男孩 (女中音)
- 格蕾太尔 (女高音)
- 女巫 (女中音，可以是男高音)
- 沙仙女 (女高音)
- 露水仙女 (女高音)

- 儿童 (两声部儿童合唱)

## 情节

### 第一幕
穷捆扫帚匠彼得的家里，只有汉泽尔和妹妹格蕾太尔两个孩子在家里（儿歌“Suse, liebe Suse”），做着交代下的工作，编袜子和捆扫帚。屋里面没有吃的，两个可怜的孩子饿得发慌。男孩子汉泽尔发起牢骚，妹妹格蕾太尔却尽力逗他开心，给他看早上邻居送来的牛奶，又搬出爸爸（虔诚的信徒，无怪他叫彼得）在鼓励妈妈时说的话“危急关头，上帝，我们的主，会给我们伸出援手的”。后来格蕾太尔带头跳起舞来（著名的民歌“哥哥仔，来跟我跳舞吧”），拉起笨拙的汉泽尔，并且教他步法。两个于是很开心的在屋子里跳着舞。
这时母亲回家来了。看到两个孩子这样不听话，她想教训一下他们，怎知道她自己不小心把牛奶碗子给打破了。愤怒中她将两个孩子赶出家门，要他们到危险的森林里采草莓。她回头看到家里一穷二白，伤心地哀叹，不知不觉就睡着了。
这时候，微醉的爸爸彼得回来了。但未见其人先闻其声，他“La la la”的兴奋喊着进了屋来，狠狠地吻了一下妈妈。彼得给了母亲一个大惊喜，他带来了一篮子的食物，原来他当天生意做得很好。两人欢乐的唱歌，但这时父亲发现兄妹二人不见了。当他得知了母亲把两个孩子赶到了森林，他又是怒又是惊（“Juckt dich das Fell？”），并告诉对森林一无所知的母亲，在森林里住着一位女巫，她会用饼干面包引诱孩子，然后用魔法将他们变成蛋糕，然后把他们吃掉！母亲未等他的话完，就疯也似的跑往森林，父亲也跟着跑出去了。

### 第二幕
汉泽尔和格蕾太尔采好了整篮子的草莓。忘乎所以之间，他们把草莓自己吃光了。这时天色渐暗，他们才发现自己迷路了。森林里的回音，还有渐起的雾，让两个孩子心慌起来。沙仙女出现，安慰他们，又撒了沙子进孩子的眼睛。两个孩子晚祷后，就睡在草地上了。14位天使降临，拉起手围成一圈守卫着他们。

### 第三幕
早上太阳升起，露水仙女叫醒了两个。他们认为自己，梦见了14位仙女。突然他们发现背后有一所用姜饼和甜食铺的屋子。他俩当然没有犹豫，立刻偷偷啃起来。正值他俩忙着的时候，女巫出现了，她想用更多的甜食引两个孩子进屋。但两个孩子不喜欢这位老婆婆外表的陌生人，于是要逃走。女巫对他们用魔法，抓住了汉泽尔。格蕾太尔被命令去生炉，等女巫把汉泽尔做成蛋糕。但格蕾太尔放了汉泽尔，两个聪明的将女巫自己推到炉子里。一刹那，两人发现周围全是姜饼孩子。这时远处传来爸爸“La la la”的声音。歌剧在一片颂赞上帝的甜美合唱声中结束。

## 成曲
汉泽尔与格蕾太尔这个故事可能来自于中世纪波罗的海地区。但同类题材可能流传得更早。格林兄弟（他们是指挥家赫伯特·冯·卡拉扬的曾祖父，维也纳大学教授提奥多·冯·卡拉扬的好朋友）则赋予这个故事目前见到的形式。故事经过翻译，流传渐广，但已失去了原来格林兄弟的形式。很多人又对故事进行了加工。但无疑，洪普丁克的歌剧使得这个童话达到了目前这个接受高度。
当时洪佩尔丁克36岁，在祖国德国还没有什么名气。他的姐姐Adelheid Wette有意写一部童话剧，主题是汉泽尔与格蕾太尔。她请求作曲家为其中一些诗句作曲。后来这个版本的音乐剧在小范围里面非常受听众欢迎。瓦格纳甚至亲题指点，要洪佩尔丁克将作品写成大型歌剧。姐弟两人决定，将它写成一部歌唱剧。最后洪佩尔丁克热情高涨，根据自己幼年时一次在森林的经历，同时他在乡间田野散步之中也获得了不少灵感。他终于将汉泽尔与格蕾太尔加工为一部幕中无间断的歌剧。歌剧首演时就已获得轰动性成功。马勒立刻称之为大作。

## 音乐
汉泽尔与格蕾太尔可谓深受瓦格纳的影响，幕中不间断，动机提示。但又有别于后者的大型歌剧，汉泽尔与格蕾太尔中，民歌处处可闻（有些由洪普丁克所做的旋律本身就成为了民歌）。动机简明，并不像瓦格纳的主导动机的长大。例如在第一幕中格蕾太尔唱到“当危难来临时，上帝，我们的主，是会给我们伸出援手的”时，乐队所奏出的虔诚的动机。
歌剧的序曲是一首经常在音乐会上被单独演出的曲目。序曲中很好的组织了剧中的动机，等于是一个剧中主要主导动机的陈列，也是为观众“预热”。
剧中旋律，其实只有三首是真正民歌来源: Suse, liebe Suse, was raschelt im Stroh?，Ein Männlein steht im Walde和Schwesterlein, hüt' dich fein!。

## 接受史
《汉泽尔与格蕾太尔》目前仍是最受欢迎的儿童歌剧。洪佩尔丁克在剧中运用的旋律优美，非常容易感染听众。
1984年有一篇评论文章指出，这部儿童歌剧，其实像其他儿童文学（如小飞侠）一样，是一部为成人而写的儿童歌剧。他们在剧中找到了自己在同年中的回忆，并通过自己已有的经验，体会到做父母的忧愁苦楚。
但故事本身并不是被齐声叫好的。二战后在慕尼黑举办的一次童话书展上，有人不能忍受书中关于女巫屋中炉子的插图，因为这让他们想到了集中营。